# 常俊标
常俊标（1963年10月—），河南省滑县人，化学教授、博士生导师。曾任新乡医学院副院长、河南师范大学校长。现任郑州大学党委副书记、副校长。中国科学院院士。

## 简历
1986年取得河南大学化学系理学学士学位；1989年获中国科学技术大学理学硕士学位；
1989年到河南省科学院化学研究所工作，先后任研究室主任和副所长；
1995年10月取得中国医学科学院药物研究所理学博士学位；
1996年到1997年在郑州大学化学系进行博士后研究；
2003年11月任新乡医学院副院长、教授；
2006年5月担任郑州大学副校长，期间率队研究出抗艾滋病新药阿兹夫定，治疗脑血管疾病新药布罗佐喷钠，治疗非小细胞肺癌新药哆希替尼。
2015年5月被任命为河南师范大学校长。
2022年4月回到郑州大学担任党委副书记、副校长。
2023年11月当选中国科学院院士。

## 头衔
- 河南省精细化工重点实验室主任
- 河南省分析测试中心主任
- 河南省化学会副理事长
- 国家自然科学基金委评审专家
- 中国科学技术大学、天津大学兼职教授、博士生导师

## 荣誉
- 2004年国家科技进步二等奖1项
- 2006年河南省科技进步一等奖
- 2008年国家杰出青年科学基金获得者
- 省部科技进步二等奖3项，三等奖5项
- 获美国发明专利2项，中国国家发明专利6项[5]
- 2022年 第二届全国创新争先奖状：发明阿兹夫定（FNC），是全球首个艾滋病毒逆转录酶与辅助蛋白Vif双靶点抑制剂药物，为国内第一个拥有自主知识产权的抗艾滋病毒口服药物，获国家“重大新药创制”科技重大专项立项支持。[6][7]